# Anisotremus taeniatus
Anisotremus taeniatus är en fiskart som beskrevs av Gill, 1861. Anisotremus taeniatus ingår i släktet Anisotremus och familjen Haemulidae. IUCN kategoriserar arten globalt som livskraftig. Inga underarter finns listade i Catalogue of Life.